# Хорас Линдрум
Хорас Линдрум (енгл. Horace Lindrum; 15. јануар 1912 — 20. јун 1974) био је аустралијски професионални играч снукера и билијара. 

## Каријера
Постао је професионалац 1931. године. Играо је три пута у финалима Светског првенства у снукеру (1936, 1937. и 1946), али је све време био константно инфериоран у односу на Џоа Дејвиса. Године 1952. ипак је освојио Светско првенство у снукеру. У првом и једином мечу на турниру, Линдрум је победио Кларка Меконахија резултатом 94:49. Међутим, поред тога што је победио и што је његово име било уклесано на шампионском пехару, овај резултат многи још увек не признају као валидан због великог неслагања између играча и организације билијара у то време. Линдрум је такође освојио Аустралијан опен 1963. године.
Преминуо је у приватној болници Делмар, Ди Вај у Сиднеју 20. јуна 1974. године. Узрок смрти је карцином бронхија. Иза њега су остале супруга Џој и две кћерке.